# Монкольно (Нижньосілезьке воєводство)
Монкольно (пол. Mąkolno) — село в Польщі, у гміні Злотий Сток Зомбковицького повіту Нижньосілезького воєводства. Населення — 555 осіб (2011).
У 1975-1998 роках село належало до Валбжиського воєводства.

## Демографія
Демографічна структура станом на 31 березня 2011 року:
|          | Загалом | Допрацездатний вік | Працездатний вік | Постпрацездатний вік |
| -------- | ------- | ------------------ | ---------------- | -------------------- |
| Чоловіки | 266     | 51                 | 193              | 22                   |
| Жінки    | 289     | 58                 | 179              | 52                   |
| Разом    | 555     | 109                | 372              | 74                   |